# Čerdinj
Čerdinj (ruski:Че́рдынь) grad je u Permskom kraju u Rusiji.
Nalazi se na 60°24' sjeverne zemljopisne širine i 56°29' istočne zemljopisne dužine. 
Nalazi se na lijevoj obali rijeke Kolve, pritoci rijeke Višere, 102 km od željezničke postaje Solikamsk, 470 km od Perma. 

Upravno je središte Čerdinjskog rajona.
Gradonačelnik je (prema ru.wiki, kolovoz 2006.) Anatolij Djačkov.
Broj stanovnika: 5.500 (2005). 
1959. je imao 7.500 stanovnika.
Površina: 15 km².
Čerdinj se prvi put spominje u povijesnim ispravama 1451. u Vičegodsko-vimskom ljetopisu (Вычегодско-Вымской летопис).
Ima status gradskog naselja (городского поселениe). Status grada mu je priznat 1781. godine. 
Vremenska zona: Moskovsko vrijeme+2

## Zanimljivosti
Josip Mandeljštam je bio izgnan u ovaj grad 1934. godine.

## Vanjske poveznice
- Пермский региональный сервер | г. Чердынь  Arhivirana inačica izvorne stranice od 7. studenoga 2005. (Wayback Machine) Permski pokrajinski poslužitelj - grad Čerdinj
- История герба Чердыни[neaktivna poveznica] Povijest Čerdinjskog grba

- na mapsu Google Čerdinjov zemljopisni položaj